# Rasul Gamzatov
Rasul Gamzatovič Gamzatov (avarsko Расул ХIамзатов, rusko Расу́л Гамза́тович Гамза́тов), avarski pesnik, pisatelj, publicist in politični delavec, * 8. september 1923, vas Cada, Hunzahski rajon, Dagestan, † 3. november 2003, Moskva, Rusija.
Gamzatov je pisal v ruščini in avarščini. V avarščino je prevajal klasično in sodobno rusko književnost, Puškina, Lermontova, Majakovskega in Jesenina.

## Dela
- Žerjavi (Журавли),
- Moj Dagestan (Мой Дагестан),
- V gorah je moje srce (В горах моё сердце).